# FC Naftan Novopolotsk
FC Naftan Novopolotsk (tiếng Belarus: ФК Нафтан Наваполацк, FK Naftan Navapolatsk) là một câu lạc bộ bóng đá nằm tại Navapolatsk, Belarus. Đội bóng này đang chơi tại Giải Ngoại hạng Belarus, giải đấu cao nhất của bóng đá Belarus. Sân nhà của đội bóng là sân vận động Atlant.

## Lịch sử

### Tên gọi
- 1963: Được thành lập với tên gọi Neftyanik Novopolotsk
- 1981: Đổi tên thành Dvina Novopolotsk
- 1989: Đổi tên thành Kommunalnik Novopolotsk
- 1992: Đổi tên thành Naftan Novopolotsk
- 1995: Đổi tên thành Naftan-Devon Novopolotsk
- 2001: Đổi tên thành Naftan Novopolotsk

### Danh hiệu
Cúp bóng đá Belarus
- Vô địch (2): 2009, 2012

## Đội hình hiện tại
Tính đến tháng 4 năm 2020
Ghi chú: Quốc kỳ chỉ đội tuyển quốc gia được xác định rõ trong điều lệ tư cách FIFA. Các cầu thủ có thể giữ hơn một quốc tịch ngoài FIFA.
| Số | VT | Quốc gia   | Cầu thủ             |
| -- | -- | ---------- | ------------------- |
| 1  | TM | Belarus    | Aleksey Ageyev      |
| 2  | HV | Nga        | Mikhail Radchenko   |
| 3  | HV | Belarus    | Alyaksandr Novik    |
| 6  | TV | Belarus    | Gleb Zherdev        |
| 7  | TV | Belarus    | Denis Golenko       |
| 9  | TĐ | Belarus    | Denis Trapashko     |
| 10 | TĐ | Belarus    | Aleksandr Yanchenko |
| 11 | TĐ | Azerbaijan | Elvin Aliyev        |
| 12 | TM | Nga        | Aleksandr Shubin    |
| 14 | TV | Belarus    | Aleksey Gudov       |
| 16 | HV | Belarus    | Dmitry Zhuk         |

| Số | VT | Quốc gia | Cầu thủ              |
| -- | -- | -------- | -------------------- |
| 17 | TĐ | Nga      | Nikita Kozlov        |
| 18 | HV | Belarus  | Artem Shubko         |
| 19 | TĐ | Belarus  | Aleksandr Kleschenok |
| 20 | TV | Nigeria  | Abdulaziz Laval      |
| 21 | TV | Belarus  | Alyaksey Plyasunow   |
| 22 | TV | Belarus  | Aleksandr Kucherov   |
| 23 | HV | Belarus  | Dmitry Tamelo        |
| 24 | HV | Belarus  | Dzmitry Barysaw      |
| 25 | HV | Belarus  | Aleksandr Krasiy     |
| 35 | TM | Belarus  | Dmitry Say           |

## Thành tích trong nước
| Mùa giải | Cấp độ | VT | ST | T  | H  | B  | BT–BB | Điểm | Cúp quốc gia | Ghi chú    |
| -------- | ------ | -- | -- | -- | -- | -- | ----- | ---- | ------------ | ---------- |
| 1992     | 3      | 10 | 15 | 5  | 5  | 5  | 24–20 | 15   | Vòng 64 đội  |            |
| 1992–93  | 3      | 2  | 30 | 19 | 8  | 3  | 71–20 | 46   | Vòng 16 đội  |            |
| 1993–94  | 3      | 3  | 34 | 22 | 5  | 7  | 88–31 | 49   |              |            |
| 1994–95  | 3      | 1  | 22 | 20 | 1  | 1  | 65–15 | 41   | Vòng 16 đội  | Thăng hạng |
| 1995     | 2      | 1  | 14 | 10 | 2  | 2  | 29–14 | 32   | Vòng 32 đội  | Thăng hạng |
| 1996     | 1      | 7  | 30 | 13 | 4  | 13 | 43–52 | 43   | Vòng 32 đội  |            |
| 1997     | 1      | 9  | 30 | 10 | 9  | 11 | 40–33 | 39   | Vòng 32 đội  |            |
| 1998     | 1      | 13 | 28 | 7  | 4  | 17 | 30–40 | 29   | Vòng 16 đội  |            |
| 1999     | 1      | 12 | 30 | 8  | 4  | 18 | 39–63 | 28   | Vòng 16 đội  |            |
| 2000     | 1      | 13 | 30 | 5  | 7  | 18 | 25–69 | 22   | Vòng 16 đội  |            |
| 2001     | 1      | 13 | 26 | 4  | 2  | 20 | 18–51 | 14   | Vòng 32 đội  | Xuống hạng |
| 2002     | 2      | 2  | 30 | 21 | 5  | 4  | 56–23 | 68   | Vòng 16 đội  | Thăng hạng |
| 2003     | 1      | 8  | 30 | 10 | 5  | 15 | 39–49 | 35   | Vòng 32 đội  |            |
| 2004     | 1      | 10 | 30 | 10 | 5  | 15 | 45–50 | 35   | Bán kết      |            |
| 2005     | 1      | 9  | 26 | 10 | 3  | 13 | 43–44 | 33   | Vòng 16 đội  |            |
| 2006     | 1      | 7  | 26 | 11 | 4  | 11 | 45–42 | 37   | Vòng 16 đội  |            |
| 2007     | 1      | 7  | 26 | 9  | 9  | 8  | 28–30 | 36   | Vòng 32 đội  |            |
| 2008     | 1      | 7  | 30 | 13 | 7  | 10 | 41–35 | 46   | Vòng 32 đội  |            |
| 2009     | 1      | 4  | 26 | 12 | 2  | 12 | 29–39 | 38   | Vô địch      |            |
| 2010     | 1      | 7  | 33 | 11 | 11 | 11 | 41–34 | 44   | Tứ kết       |            |
| 2011     | 1      | 7  | 33 | 10 | 7  | 16 | 35–45 | 37   | Tứ kết       |            |
| 2012     | 1      | 9  | 30 | 7  | 8  | 15 | 23–40 | 29   | Vô địch      |            |
| 2013     | 1      | 10 | 32 | 9  | 10 | 13 | 29–41 | 37   | Vòng 32 đội  |            |
| 2014     | 1      | 5  | 32 | 11 | 10 | 11 | 40–43 | 43   | Vòng 32 đội  |            |
| 2015     | 1      | 9  | 26 | 8  | 6  | 12 | 34–35 | 30   | Vòng 16 đội  |            |
| 2016     | 1      | 13 | 30 | 7  | 8  | 15 | 25–46 | 29   | Vòng 8 đội   |            |
| 2017     | 1      | 16 | 30 | 4  | 6  | 20 | 18–57 | 13 1 | Vòng 8 đội   | Xuống hạng |
| 2018     | 2      | 5  | 28 | 10 | 11 | 7  | 28–24 | 41   | Vòng 16 đội  |            |
| 2019     | 2      | 5  | 28 | 13 | 8  | 7  | 58–43 | 47   | Vòng 8 đội   |            |

## Thành tích tại Cúp châu Âu
| Mùa giải | Giải đấu           | Vòng            | Đối thủ | Đối thủ           | Lượt đi | Lượt về |
| -------- | ------------------ | --------------- | ------- | ----------------- | ------- | ------- |
| 2009–10  | UEFA Europa League | Vòng loại thứ 2 | Bỉ      | Gent              | 2–1 (H) | 0–1 (A) |
| 2012–13  | UEFA Europa League | Vòng loại thứ 2 | Serbia  | Red Star Belgrade | 3–4 (H) | 3–3 (A) |

## Huấn luyện viên
- Vasily Zaitsev (1 tháng 1 năm 2004 – 27 tháng  5 năm 2004)
- Vyacheslav Akshaev (27 tháng 5 năm 2004 – 13 tháng 5 năm 2007)
- Igor Kovalevich (14 tháng 5 năm 2007 12 tháng 12 năm 2012)
- Pavel Kucherov (27 tháng 12 năm 2012 – 20 tháng 6 năm 2013)
- Valery Strypeykis (21 tháng 6 năm 2013 – 23 tháng 8 năm 2016)
- Oleg Sidorenkov (24 tháng 8 năm 2016–)